# Telmex
Telmex (Teléfonos de México) er et mexikansk telekommunikationselskab som opererer i store dele af Amerika. Selskabet blev stiftet i 1947 og det var statslig ejet frem til 1991. I 1990 startede præsidenten Carlos Salinas de Gortari en omfattende privatisering. Carlos Slim Helú var en af investorerne.

## Links
- Wikimedia Commons har flere filer relateret til Telmex
- Telmex Officiel hjemmeside